# I'm Good (Blue)
"I'm Good (Blue)"  é uma canção do DJ e produtor francês David Guetta e da cantora e compositora americana Bebe Rexha. Produzida pelo primeiro ao lado de Timofey Reznikov, foi escrita pelos artistas ao lado de Kamille e Plested, com créditos de composição adicionais para Jeffrey Jey, Massimo Gabutti e Maurizio Lobina, já que a canção é uma reformulação do single "Blue (Da Ba Dee)" (1998) do grupo italiano Eiffel 65. Marcando a quarta colaboração dos artistas, foi lançada para download digital e streaming em vários países pelas gravadoras What a DJ e Warner Records em 26 de agosto de 2022. A canção está incluída no terceiro álbum de estúdio de Rexha, Bebe (2023). Apesar de trabalharem na canção em 2017 sem intenção de lançá-la, os artistas foram solicitados a concluí-la em 2022, depois que um trecho dela ganhou grande popularidade nas redes sociais. A música foi recebida com uma recepção calorosa dos críticos musicais por suas letras, som e colaboração entre Guetta e Rexha. É composta na tonalidade de sol menor com um andamento variando de 126 a 132.
"I'm Good (Blue)" obteve sucesso internacional ao atingir a primeira posição em classificações em 20 países e garantir uma posição no top 10 em mais de 15 territórios adicionais. A música alcançou a quarta posição na Billboard Hot 100 e liderou as paradas americanas Dance/Electronic Songs, Dance/Mix Show Airplay e Mainstream Top 40. Ela se destaca como a segunda mais longa no topo das paradas na parada Dance/Electronic, mantendo essa posição por 55 semanas. A música recebeu várias certificações de ouro e platina, bem como diamante no Brasil, México, França e Polônia. Entre várias indicações, triunfou como Melhor Colaboração no MTV Europe Music Awards de 2022 e Melhor Canção Dance/Electronic no Billboard Music Awards de 2023. A música também recebeu uma indicação para "Melhor Gravação de Dance" na 65.ª edição do Grammy Awards. Foi tocada ao vivo em várias ocasiões, entre outras no American Music Awards, Brit Awards, Kids' Choice Awards, NRJ Music Awards e durante a cerimônia de encerramento da Copa do Mundo de Clubes da FIFA de 2023.

## Lista de faixas
- Download digital e streaming

1. "I'm Good (Blue)" – 2:55
2. "I'm Good (Blue)" (Extended) – 3:39

- Download digital e streaming[1]

1. "I'm Good (Blue)" (Acoustic) – 2:18

- Download digital e streaming – Remixes #1[2]

1. "I'm Good (Blue)" – 2:55
2. "I'm Good (Blue)" (Tiësto Remix) – 2:58
3. "I'm Good (Blue)" (Cedric Gervais Remix) – 2:59
4. "I'm Good (Blue)" (Brooks Remix) – 2:49
5. "I'm Good (Blue)" (DJs from Mars Remix) – 2:43

- Download digital e streaming – Remixes #2[3]

1. "I'm Good (Blue)" (Oliver Heldens Remix) – 3:06
2. "I'm Good (Blue)" (R3hab Remix) – 2:47
3. "I'm Good (Blue)" (Gabry Ponte Remix) – 2:45
4. "I'm Good (Blue)" (Header Remix) – 3:42
5. "I'm Good (Blue)" (Ralph Wegner Remix) – 2:58
6. "I'm Good (Blue)" – 2:55

## Paradas musicais
| País/Paradas (2022)                               | Melhor posição |
| ------------------------------------------------- | -------------- |
| Austrália (ARIA)                                  | 1              |
| Áustria (Ö3 Austria Top 75)                       | 3              |
| Bélgica (Ultratop 50 de Flandres)                 | 3              |
| Bélgica (Ultratop 50 da Valônia)                  | 2              |
| Bulgária (PROPHON)                                | 7              |
| Canadá (Canadian Hot 100)                         | 1              |
| Canadá (Billboard CHR/Top 40)                     | 36             |
| Croácia (Billboard)                               | 14             |
| República Checa (Singles Digitál Top 100)         | 2              |
| Dinamarca (Hitlisten)                             | 1              |
| Equador (Monitor Latino)                          | 5              |
| El Salvador (Monitor Latino)                      | 17             |
| Finlândia (Suomen virallinen lista)               | 1              |
| França (SNEP)                                     | 7              |
| Alemanha (Offizielle Deutsche Charts)             | 3              |
| Mundo (Billboard Global 200)                      | 2              |
| Grécia (IFPI Grécia)                              | 1              |
| Hungria (Single Top 40)                           | 2              |
| Hungria (Stream Top 40)                           | 6              |
| Islândia (Plötutíðindi)                           | 3              |
| Irlanda (IRMA)                                    | 2              |
| Itália (FIMI)                                     | 13             |
| Japão (Billboard Japan)                           | 20             |
| Lituania (AGATA)                                  | 4              |
| México (Monitor Latino)                           | 7              |
| Países Baixos (Dutch Top 40)                      | 1              |
| Países Baixos (Single Top 100)                    | 2              |
| Nova Zelândia (Recorded Music NZ)                 | 4              |
| Noruega (VG-lista)                                | 1              |
| Peru (Monitor Latino)                             | 18             |
| Polónia (Polish Airplay Top 100)                  | 34             |
| Portugal (AFP)                                    | 109            |
| Singapura (RIAS)                                  | 13             |
| Eslováquia (Singles Digitál Top 100)              | 4              |
| África do Sul (RISA)                              | 9              |
| Espanha (PROMUSICAE)                              | 55             |
| Suécia (Sverigetopplistan)                        | 2              |
| Suíça (Schweizer Hitparade)                       | 1              |
| Reino Unido (UK Singles Chart)                    | 1              |
| Reino Unido (UK Dance Chart)                      | 1              |
| Estados Unidos (Billboard Hot 100)                | 31             |
| Estados Unidos (Billboard Dance/Electronic Songs) | 3              |
| Estados Unidos (Billboard Mainstream Top 40)      | 31             |

## Prêmios e indicações
| Ano  | Ceremônia                | Categoria                   | Resultado | Ref.   |
| ---- | ------------------------ | --------------------------- | --------- | ------ |
| 2022 | MTV Europe Music Awards  | Melhor Colaboração          | Venceu    | [ 47 ] |
| 2022 | NRJ Music Awards         | Canção do Ano Internacional | Indicado  | [ 48 ] |
| 2022 | NRJ Music Awards         | Reprise / Adaptação         | Indicado  | [ 49 ] |
| 2023 | Grammy Awards            | Melhor Gravação de Dance    | Indicado  | [ 50 ] |
| 2023 | Brit Awards              | Canção Internacional        | Indicado  | [ 51 ] |
| 2023 | iHeartRadio Music Awards | Canção Dance do Ano         | Venceu    | [ 52 ] |
| 2023 | iHeartRadio Music Awards | Uso Favorito de uma Amostra | Indicado  | [ 52 ] |

## Histórico de lançamento
| Região         | Data                   | Formato(s)                   | Gravadora           | Ref.   |
| -------------- | ---------------------- | ---------------------------- | ------------------- | ------ |
| Vários         | 26 de agosto de 2022   | Downalod digital streaming   | What a DJ Warner UK | [ 53 ] |
| Estados Unidos | 13 de setembro de 2022 | Contemporary hit radio       | Warner              | [ 54 ] |
| Estados Unidos | 13 de setembro de 2022 | Hot adult contemporary radio | Warner              | [ 55 ] |